# Øster Starup Sogn
Øster Starup Sogn er et sogn i Vejle Provsti (Haderslev Stift).
I 1800-tallet var Vester Nebel Sogn anneks til Øster Starup Sogn. Begge sogne hørte til Brusk Herred i Vejle Amt. De udgjorde Øster Starup-Vester Nebel sognekommune, men blev senere to selvstændige sognekommuner. Ved kommunalreformen i 1970 blev både Øster Starup og Vester Nebel indlemmet i Egtved Kommune. Ved strukturreformen i 2007 kom Øster Starup til Vejle Kommune, og Vester Nebel kom til Kolding Kommune.
I Øster Starup Sogn ligger Øster Starup Kirke.
I sognet findes følgende autoriserede stednavne:
- Borlev (bebyggelse, ejerlav)
- Brakker (bebyggelse, ejerlav)
- Egeland (landbrugsejendom)
- Fredsted (bebyggelse, ejerlav)
- Gravens (bebyggelse)
- Hesselballe (bebyggelse, ejerlav)
- Sletmade (bebyggelse)
- Søndermark (bebyggelse)
- Varmkær (bebyggelse)
- Øster Starup (bebyggelse, ejerlav)
- Ågård (bebyggelse, ejerlav)